# مرشح القهوة

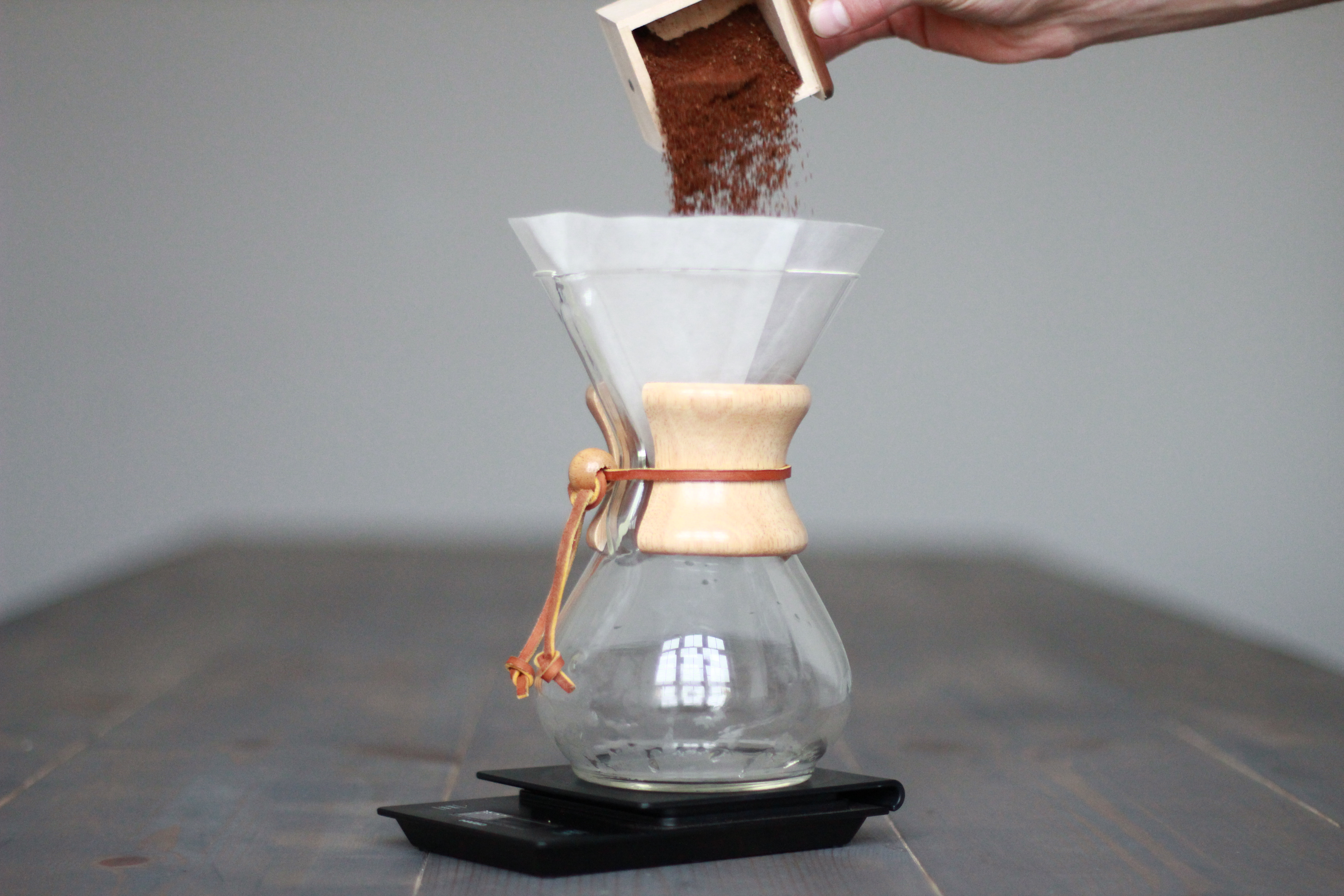
تُسكب القهوة المطحونة في مرشح ورقي يتم إدخاله في حامل مرشح كيمكس

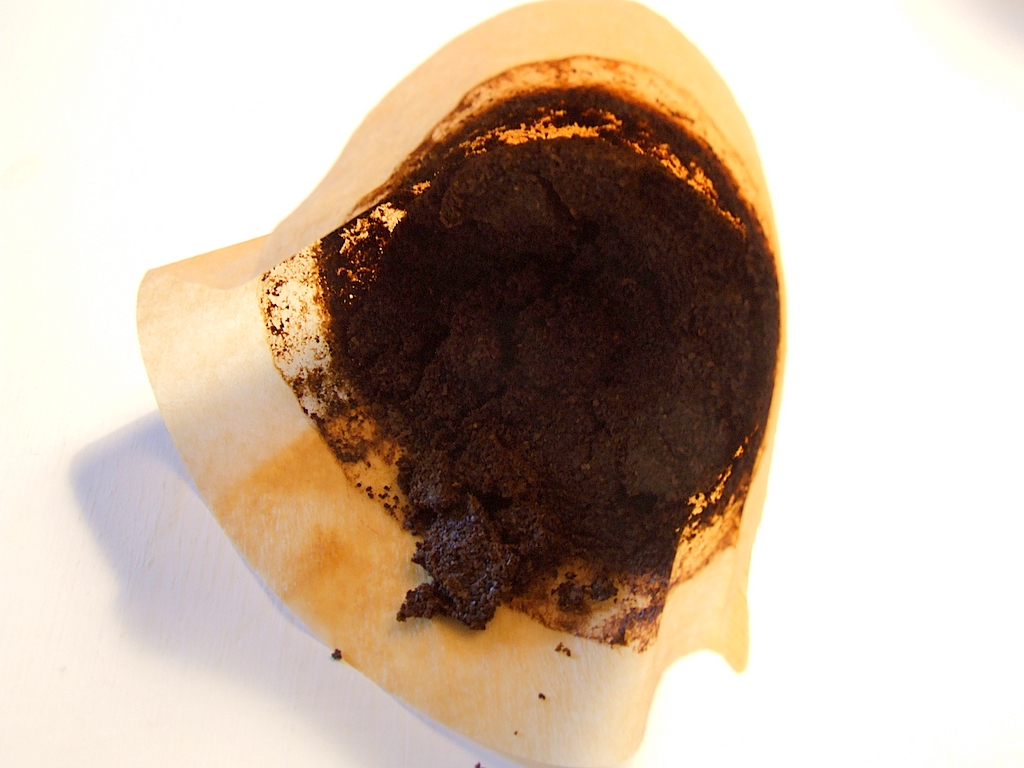
استخدام مُرشِّح القهوة

فلتر القهوة هو إناء يتم تخمير القهوة فيه، وعادة ما يكون مصنوع من الورق القابل لعبور السائل (ورق الترشيح). وهذا يمكّنها من منع عبور رواسب القهوة والسماح بتدفق القهوة السائلة.
وتقوم المرشحات الورقية بإزالة المكونات الزيتية التي تسمى diterpenes، وهي مركبات عضوية موجودة في القهوة غير المرشحة (غير المفلترة)، ولا تقوم الفلاتر المعدنية أو الفلاتر المصنوعة من النايلون والقماش بإزالة هذه المكونات.

## نبذة تاريخية
تم إنشاء أول مرشح قهوة في 8 يوليو عام 1908، كان ذلك من قبل ربة المنزل الألمانية ميليتا بنتز عندما كانت تحاول إزالة المذاق المر الذي تتسببه استخدام الطريقة المعتادة لصنع القهوة أو غليان الرغوة، وقد حصلت على براءة اختراع وانشأت شركة لبيع مُرشِّحات القهوة (Melitta)، وقامت بتوظيف زوجها وابنيها لمساعدتها كأول موظف.

## مُرشِّحات القهوة

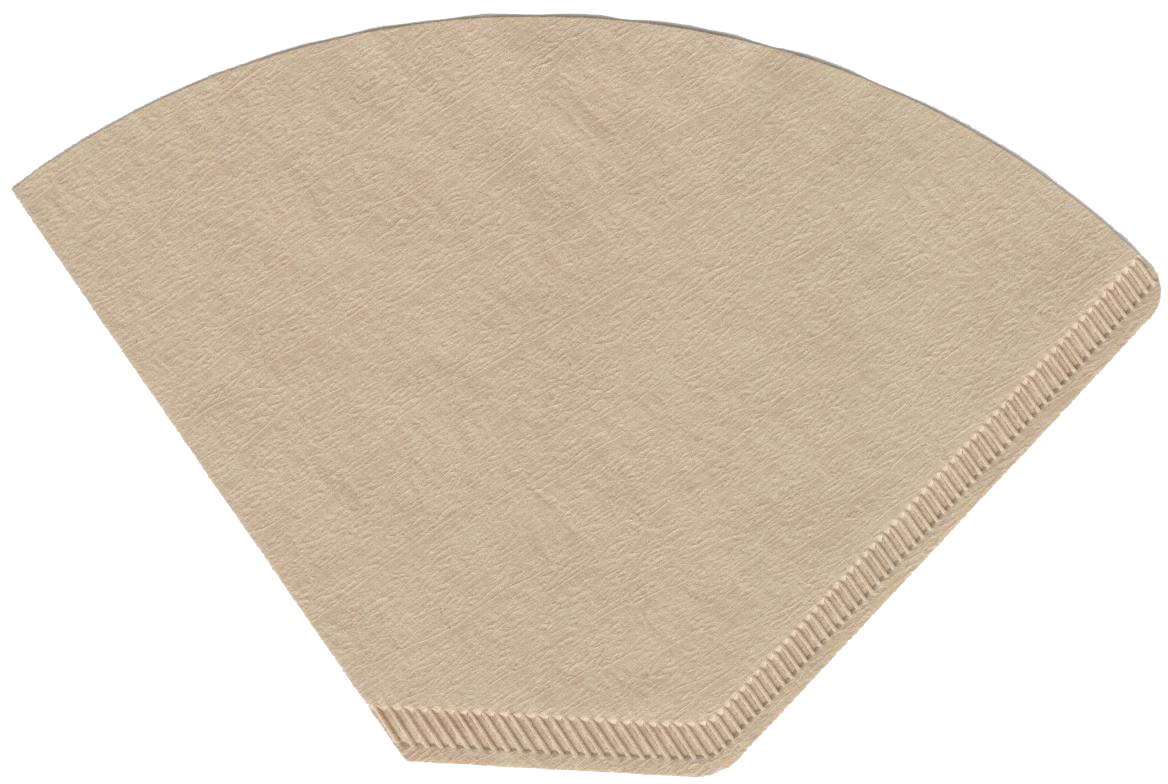
فلتر قهوة مخروطي الشكل

فلاتر القهوة مصنوعة من ورقة (100 g/m2). يسمح تجعيد الجانبين بتدفق القهوة بحرية بين المرشح وقمع الترشيح. المواد الخام لورقة الترشيح هي ألياف طويلة خشنة، وغالبًا ما تكون من أشجار سريعة النمو (اللب).
عادةً ما تتكون مرشحات القهوة من خيوط رفيعة بعرض حوالي 20 ميكرومتر، والتي تسمح للجزيئات التي تقل مساحتها عن 10 إلى 15 ميكرومتر تقريبًا بالمرور.
المعلومات الهامة الأخرى هي القوة والتوافق والكفاءة والقدرة.
إذا كانت ورقة مُرشِّح القهوة لا تمتلك قوة كافية، فستتمزق، مما يسمح لحبوب القهوة بالتجمع في وعاء القهوة وسوف تنخلط مع سائل القهوة. يصف القوة مقاومة وسط المرشح للتدهور بسبب الحرارة والهجوم الكيميائي، الكفاءة هي الاحتفاظ بالجزيئات المرشحة في فئة الهدف. تتمثل الكفاءة بقدرة الورقة على إزالة الجسيمات أو المواد المراد إزالتها. ورقة الترشيح بشبكة كبيرة قد تكون فعالة في الاحتفاظ بالجزيئات الكبيرة، ولكنها لن تكون فعالة في الاحتفاظ بالجزيئات الصغيرة. السعة هي القدرة على «الاحتفاظ» بالجزيئات التي تمت إزالتها مسبقًا، مع السماح بتدفق إضافي ووجود مساحة زائدة.

## أنواع أخرى
تستخدم المرشحات المعدنية لإعداد القهوة المثلجة الفيتنامية والقهوة الهندية المرشحة وأنواع أخرى من القهوة بالتنقيط.